# Garuda-Indonesia-Flug 892
Auf dem Garuda-Indonesia-Flug 892 verunglückte am 28. Mai 1968 um 02:44 Uhr Ortszeit eine Convair CV-990-30A-5 Coronado „Pajajaran“ (PK-GJA) der Garuda Indonesia, mit der ein internationaler Linienflug von Jakarta nach Amsterdam mit Zwischenstopps in Bombay, Karatschi, Kairo und Rom durchgeführt wurde, als sie kurz nach dem Start vom Flughafen Bombay-Santacruz in einer nahezu vertikalen Fluglage zu Boden stürzte. Bei dem Unfall kamen alle 29 Menschen an Bord sowie eine Person am Boden ums Leben. Es handelte sich um den ersten tödlichen Zwischenfall mit einer Convair CV-990.

## Flugzeug
Bei der verunglückten Maschine handelte es sich um eine vier Jahre und vier Monate alte Convair CV-990-30A-5 Coronado. Sie war eine von vier Maschinen dieses Typs, die bei der Garuda Indonesia in Betrieb genommen wurden. Eine im September 1963 erworbene baugleiche Maschine war das erste Düsenflugzeug, das bei der Fluggesellschaft in Betrieb ging. Erst mit der Einführung dieses Flugzeugtyps wurden ab dem 28. September 1963 die ersten Flüge nach Amsterdam und Frankfurt durchgeführt.
Die verunglückte Maschine wurde am 24. Januar 1964 neu an die Garuda Indonesia ausgeliefert. Das Flugzeug trug die Werksnummer 30-10-3 und war mit 131 Sitzplätzen bestückt. Die CV-990 wurde mit dem Luftfahrzeugkennzeichen PK-GJA zugelassen und erhielt den Taufnamen Pajajaran. Das vierstrahlige Langstrecken-Schmalrumpfflugzeug war mit vier Turbojettriebwerken des Typs General Electric CJ-805-23B ausgestattet.

## Passagiere, Besatzung und Flugplan
An dem Tag wurde mit der Maschine ein Linieninterkontinentalflug vom Flughafen Jakarta-Kemayoran zum Flughafen Amsterdam geflogen. Planmäßige Stopps waren auf dem Flughafen Bombay-Santacruz, dem Flughafen Karatschi, dem Flughafen Kairo-International und dem Flughafen Rom-Fiumicino vorgesehen. Bei mehreren Zwischenstopps sollte die Maschine betankt werden, wobei die erste Nachbetankung in Bombay vorgesehen war. Der Flug startete am 27. Mai 1968 um 18:00 Uhr in Jakarta, Bombay sollte am 28. Mai 1968 um 01:20 Uhr angeflogen werden.
Es befand sich eine 14-köpfige Besatzung an Bord. Auf dem Flugabschnitt von Bombay nach Karatschi war die Maschine nicht annähernd ausgelastet – nur 15 Passagiere hatten in der Convair Platz genommen.

## Unfallhergang

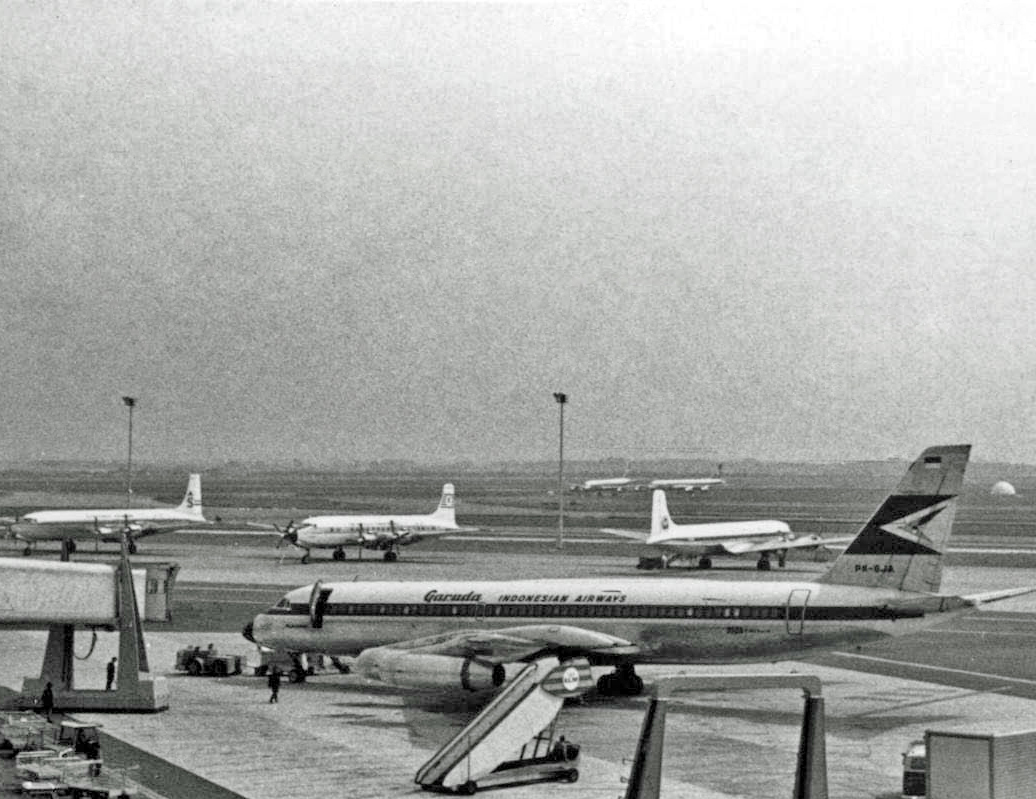
Die verunglückte Maschine am 20. Juni 1967 auf dem Flughafen Amsterdam

Der erste Flugabschnitt von Jakarta nach Bombay wurde ohne nennenswerte Vorkommnisse geflogen. Nachdem die Maschine auf dem Flughafen Bombay-Santacruz betankt worden und das Boarding der Passagiere erfolgt war, rollte die Maschine zum Start, der um 02:40 Uhr Ortszeit durchgeführt wurde.
Während des Anfangssteigfluges, nur viereinhalb Minuten nach dem Start, versagten alle vier Triebwerke der Maschine. Es kam zu einem Strömungsabriss, die Maschine ging in einer vertikalen Fluglage zu Boden. Sie schlug mit hoher Geschwindigkeit auf dem Boden auf, wobei es zu einer gewaltigen Explosion kam. Die Maschine war bei Bilalpada, einem Vorort von Bombay zu Boden gegangen. Durch umherfliegende Trümmer wurden zahlreiche Häuser in dem Ort zerstört und Anwohner verletzt. Ein Mensch erlitt tödliche Verletzungen.

## Ursache
Bei der Flugunfalluntersuchung stellte sich heraus, dass die Triebwerke ausgefallen waren, weil sich der falsche Treibstoff in den Tanks befand. Anstatt mit dem für Strahltriebwerke notwendigen Kerosin war die Maschine auf dem Flughafen Bombay-Santacruz mit Flugbenzin betankt worden.